# Предгорное (Карачаево-Черкесия)
Предгорное (карач.-балк. Предгорный) — село в Урупском районе Карачаево-Черкесии Российской Федерации. Административный центр Предгорненского сельского поселения.

## География
Село расположено в долине р. Лаба. 

## Население
| 2002 | 2010 | 2021 |
| ---- | ---- | ---- |
| 373  | ↗458 | ↗515 |

## Инфраструктура
Отделение почты 369284 (ул. Шоссейная, 31).
Администрация сельского поселения.